# Mariakapel (Rekkem)

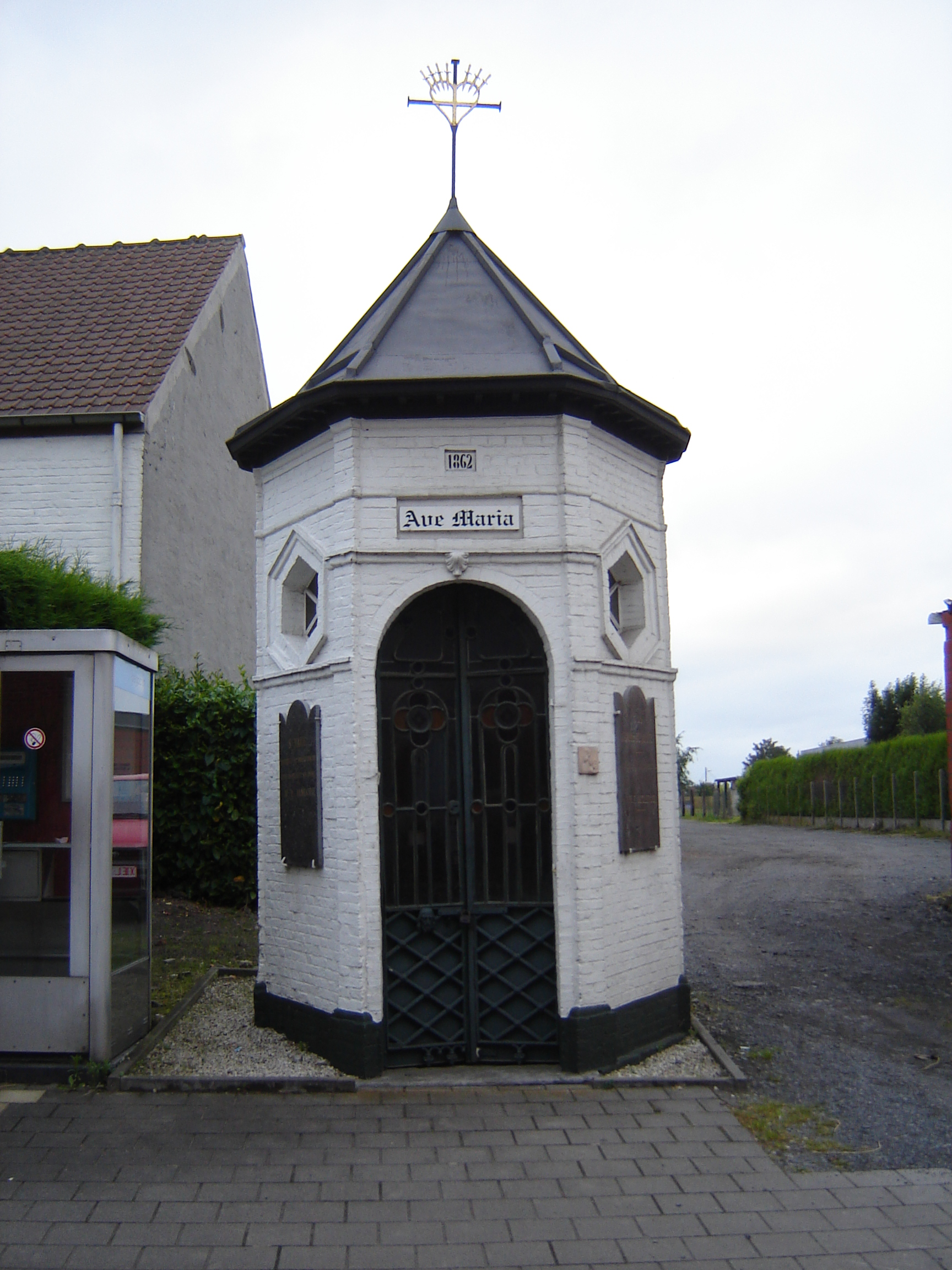
Mariakapel

De Mariakapel is een veldkapel in de tot de West-Vlaamse gemeente Menen behorende plaats Rekkem, gelegen aan de Dronckaertstraat.
De kapel, ook -vanwege het opschrift- bekend als Ave Maria, werd opgericht in 1862. De witgekalkte bakstenen kapel heeft een merkwaardige zeshoekige vorm en wordt gedekt door een tentdak. Dit wordt bekroond door een kruis en een verguld hart met zeven zwaarden, symboliserende de zeven smarten van Maria. In de kapel zijn enkele zeshoekige venstertjes aangebracht.
Aan de buitenzijde zijn marmeren gedenkplaten bevestigd met Franstalige tekst. Links: Ste-Marie protegez le fondateur de cette Chapelle et son epouse M.L. Vandamme (Heilige Maria bescherm de stichter van deze kapel en zijn echtgenote M.L. Vandamme).  Rechts: A la gloire de Marie-Chapelle fondée a perpetuite en 1862 par M.F. Declercq (Deze kapel werd gesticht ter eeuwige glorie van Maria in 1862 door M.F. Declercq).
In het interieur is er een marmeren altaartje met neogotisch altaarstuk, dat Christus aan het kruis verbeeldt.
De kapel is geklasseerd als bouwkundig monument.